# Harrington (Delaware)
Harrington é uma cidade localizada no estado americano de Delaware, no condado de Kent.

## Geografia
De acordo com o United States Census Bureau, a cidade tem uma área de 7,1 km², onde todos os 7,1 km² estão cobertos por terra.

### Localidades na vizinhança
O diagrama seguinte representa as localidades num raio de 16 km ao redor de Harrington.

## Demografia
Segundo o censo nacional de 2010, a sua população é de 3 562 habitantes e sua densidade populacional é de 500,1 hab/km². Possui 1 527 residências, que resulta em uma densidade de 214,4 residências/km².